# 任丽萍
任丽萍（1978年10月21日—），中国女足运动员。她身材不高，冲击力很强，人称“小坦克”。
出生在北京市。1993年12月，被选入北京女子足球队。1997年，在第八届全运会中取得亚军，同年年底进入国家集训队。1999年，获得全国女子足球超级联赛冠军。2001年又在第九届全运会上获得亚军。同年，取得全国女子足球联赛、超级联赛冠军。
2002年，以中国女足的一员参战釜山亚运会，女足取得亚军。2003年，又参战世界杯。2004年，参加悉尼奥运会。
2005年，任丽萍未能得到主教练裴恩才的赏识，准备退役，但经过各方挽留放弃退役的计划。2006年，帮助中国女足取得亚洲杯冠军。2007年，任丽萍因未能如愿参加世界杯而心灰意冷，正式退役，转为北京奥组委工作。
2010年南非世界杯期间，任丽萍应邀做客腾讯第一演播厅《名家评球》，解析斯洛伐克与新西兰的小组战。